# Enrique Chazarreta
Enrique Chazarreta (Coronel Du Graty, 29 de julho de 1947 – 24 de março de 2021) foi um futebolista argentino que competiu na Copa do Mundo FIFA de 1974. Atuou no San Lorenzo na década de 1970, jogando 184 partidas e marcando trinta gols. Com o clube, conquistou um título do Campeonato Metropolitano em 1972 e dois do Nacional em 1972 e 1974.
Morreu em 24 de março de 2021, aos 73 anos de idade, devido a uma pneumonia.